# ساباناکوو
ساباناکوو (انگلیسی: Sabanakovo) یک شهرک در شهرستان مچتلینسکی استان باشقیرستان کشور روسیه است.